# Гребенниковский (Верхнедонской район)
Гребенниковский — хутор в Верхнедонском районе Ростовской области.
Входит в Шумилинское сельское поселение.

## География
На хуторе имеется одна улица: Гребенниковская.

## Население
| 1989 | 2002 | 2010 |
| ---- | ---- | ---- |
| 215  | ↘185 | ↘135 |

## Достопримечательности
Территория Ростовской области была заселена еще в эпоху неолита. Люди, живущие на древних стоянках и поселениях у рек, занимались в основном собирательством и рыболовством. Степь для скотоводов всех времён была бескрайним пастбищем для домашнего рогатого скота. От тех времен осталось множество курганов с захоронениями  жителей этих мест. Курганы и курганные группы находятся на государственной охране.
Поблизости от территории хутора Гребенниковского Верхнедонского района расположено несколько достопримечательностей – памятников археологии. Они охраняются в соответствии с Федеральным законом от 25.06.2002 N 73-ФЗ "Об объектах культурного наследия (памятниках истории и культуры) народов Российской Федерации", Областным законом от 22.10.2004 N 178-ЗС "Об объектах культурного наследия (памятниках истории и культуры) в Ростовской области", Постановлением Главы администрации РО от 21.02.97 N 51 о принятии на государственную охрану памятников истории и культуры Ростовской области и мерах по их охране и др. 
- Курганная группа   "Шумилинский VII" из 6 курганов. Находится на расстоянии около 0,15 км к западу от хутора Гребенниковского.
- Курганная группа   "Шумилинский VIII"   (5 курганов). Находится на расстоянии около 0,7 км к западу от хутора Гребенниковского.
- Курган  "Шумилинский IX". Находится на расстоянии около 1,0 км к западу от хутора Гребенниковского[4].